# Bernard Fatien
Bernard Fatien, né le 8 avril 1944 à Feuillères et mort le 6 octobre 1992 à Chalon-sur-Saône, est un ancien joueur et entraîneur de basket-ball français. Il mesurait 1,96 m et jouait au poste d'ailier.

## Biographie
Fils d'un fonctionnaire des PTT en poste en Martinique, il a sa première licence à 15 ans dans un club martiniquais.
Quelques années plus tard, de retour à la métropole, il signe à Beauvais où il est remarqué par André Buffière.
Ancien professeur d'EPS avec un brevet d'État du 2e degré, il est international français avec 15 sélections.
Il décède dans un accident de voiture le 6 octobre 1992,.

## Clubs successifs

### Joueur
- 1964-1969 :  SA Lyon (Nationale 1)
- 1969-1972 :  Caen BC (Nationale 1)
- 1972-1974 :  Chorale de Roanne (Nationale 1)
- 1974-1976 :  US Lentigny (Nationale 3)

### Entraîneur
- 1974-1976 :  US Lentigny (Nationale 3)
- 1977-1978 :  ES Avignon (Nationale 1)
- 1979-1982 :  CASE Saint-Étienne (Nationale 3 puis Nationale 2)
- 1984-1991 :  Chorale de Roanne (Centre de formation)
- 1991-1992 :  Élan chalonnais (Nationale 2)

## Palmarès
- 1966-1970 : 22 sélections en Équipe de France

## Sources
- Plaquette de l'Élan Chalon : saison 1991-1992.
- Plaquette de la Chorale de Roanne saisons : 1972-1973 et autres années.
- Plaquette du Case : saison 1979-1980
- Le progrès et autres journaux.